# Stefan Uhmann
Stefan Uhmann (* 28. April 1986 in Perleberg) ist ein deutscher Volleyball- und Beachvolleyballspieler.

## Karriere
Stefan Uhmann wuchs in Sömmerda auf und begann mit dem Volleyball beim Post SV Erfurt. Seine ersten Beach-Turniere spielte er 2003 mit dem Kieler Hendrik Matthießen und wurde in Brünn U18-Europameister. 2004 wurde er mit Tilo Backhaus deutscher A-Jugend-Meister und mit Tom Götz erreichte er den vierten Platz bei der Junioren-Weltmeisterschaft in Porto Santo. 2005 bildete er ein festes Duo mit Florian Huth. Uhmann/Huth wurden Dritte bei der U23-EM in Mysłowice und Siebte der deutschen Meisterschaft. Im nächsten Jahr unterlagen sie jeweils erst im Finale um die deutsche Meisterschaft gegen Julius Brink und Christoph Dieckmann. Mit Matthias Pompe gewann Stefan Uhmann 2006 die Silbermedaille bei der U23-EM in St. Pölten.
2007 wurde Uhmann erneut deutscher Vizemeister mit seinem neuen Partner Kay Matysik. Bei der Europameisterschaft in Valencia mussten sie sich den beiden Schweizer Duos Laciga/Schnider und Heuscher/Heyer geschlagen geben und belegten den 13. Platz. Beim nächsten EM-Turnier in Hamburg erreichten sie das Endspiel, verloren es aber in zwei Sätzen gegen die Niederländer Nummerdor/Schuil. Die deutsche Meisterschaft 2008 beendeten sie auf dem fünften Rang.
2009 spielte Uhmann zunächst mit Maarten Lammens und anschließend mit Stefan Windscheif. Nach einer positiven Dopingprobe bei einem Turnier in Zinnowitz im Juli wurde er wegen des Konsums von Carboxy-THC gemäß den Regeln des NADA-Codes für zwei Jahre gesperrt. Einige Experten kritisierten die Entscheidung, weil die Einnahme von Cannabis ihrer Meinung nach keine leistungssteigernde Wirkung zeigt. 2012 trat Uhmann zunächst mit Marvin Klass und später mit Tom Götz wieder auf nationalen Turnieren an.
Uhmann spielte parallel zum Beach auch höherklassig Hallenvolleyball, u. a. 2004/05 beim Erstligisten Moerser SC, 2005/06 in der 2. Bundesliga beim 1. Sonneberger VC und 2006/07 beim Erstligisten SG Eltmann. Von 2011 bis 2012 spielte er beim österreichischen Erstligisten UVC Graz.